# George Bowen (rugby à XV)
Pour les articles homonymes, voir George Bowen et Bowen.
Pas d'image ? Cliquez ici

a Compétitions nationales et continentales officielles uniquement.

b Matchs officiels uniquement.
George Einon Bowen, né en juin 1863 à Swansea et mort le 13 janvier 1919 à Porthcawl, est un joueur de rugby à XV international gallois évoluant au poste de trois-quarts.